# Belba tenuisetosa
Belba tenuisetosa är en kvalsterart som beskrevs av Bulanova-Zachvatkina 1962. Belba tenuisetosa ingår i släktet Belba och familjen Damaeidae. Inga underarter finns listade.